# سلسلة جبال هايهتي
سلسلة جبال هايهتي هي سلسلة جبال صغيرة تقع في وسط جزيرة فانكوفر، كولومبيا البريطانية، كندا. تبلغ مساحتها 75 كم 2 وهي سلسلة فرعية من سلسلة جبال فانكوفر والتي بدورها تشكل جزءًا من الجبال المعزولة.. 
تحتوي سلسلة جبال هايتي الكندية على بعض أكبر الأنهار الجليدية المتبقية في جزيرة فانكوفر.